# جوليان آدامز
جوليان آدامز (بالإنجليزية: Julian Adams)‏ هو منتج أفلام وكاتب سيناريو وممثل أمريكي، ولد في 1953 بكولومبيا في الولايات المتحدة.

## وصلات خارجية
- جوليان آدامز على موقع IMDb (الإنجليزية)
- جوليان آدامز على موقع ألو سيني (الفرنسية)
- جوليان آدامز على موقع تيرنر كلاسيك موفيز (الإنجليزية)
- جوليان آدامز على موقع أول موفي (الإنجليزية)
- جوليان آدامز على موقع قاعدة بيانات الأفلام السويدية (السويدية)
- جوليان آدامز على موقع قاعدة بيانات الفيلم (الإنجليزية)
- جوليان آدامز على موقع كينوبويسك (الروسية)